# Světlík
Světlík (en allemand : Kirchschlag, anciennement Lichtenwerd) est une commune du district de Český Krumlov, dans la région de Bohême-du-Sud, en République tchèque. Sa population s'élevait à 234 habitants en 2020.

## Géographie
Světlík se trouve à 12 km au sud-ouest de Český Krumlov, à 32 km au sud-ouest de České Budějovice et à 151 km au sud de Prague.
La commune est limitée par Hořice na Šumavě au nord, par Bohdalovice à l'est, par Malšín et Frymburk au sud, et par Černá v Pošumaví à l'ouest.

## Histoire
La première mention écrite du village date de 1258.